# Giacomo Filippo Maraldi
Giacomo Filippo Maraldi (Perinaldo, 1665 – Parigi, 1729) è stato un astronomo italiano.

## Biografia
Nipote di Giovanni Domenico Cassini, ne divenne assistente presso l'Osservatorio di Parigi.
Si dedicò all'indagine di tutti gli oggetti celesti. Particolare attenzione pose nell'accertare la variabilità in splendore di alcune stelle. Esaminando le eclissi solari, appurò che la corona luminosa visibile attorno al corpo lunare scaturiva dal Sole.
Scoprì le calotte polari di Marte e nel 1719 concluse che non coincidevano con i poli di rotazione del pianeta. Confermò la scoperta della divisione dell'anello di Saturno compiuta da Cassini.
Ha co-scoperto due comete, la C/1702 H1 e la C/1706 F1.